# The Hero (opera)
The Hero è un'opera in due atti del compositore italo-americano Gian Carlo Menotti. Commissionato dalla Opera Company of Philadelphia. Il lavoro fu presentato in anteprima alla Academy of Music di Filadelfia il 1º giugno 1976. A questo punto della sua carriera lo stile di composizione di Menotti, che rifiutava le avanguardie, non era gradito al mondo della musica classica. Il Time dichiarò nella sua recensione dell'opera:

## Ruoli
| Ruolo                              | Registro voce | Cast della Prima, 1º giugno 1976 (Direttore: Christopher Keene) |
| ---------------------------------- | ------------- | --------------------------------------------------------------- |
| David Murphy                       | baritono      | Dominic Cossa                                                   |
| Mildred Murphy, Moglie di David    | mezzosoprano  | Diane Curry                                                     |
| Barbara, Cugina di David           | soprano       | Nancy Shade                                                     |
| Dr. Briankoff                      | tenore        | David Griffith                                                  |
| The Mayor                          | basso         | Gary Kendall                                                    |
| The Shopkeeper                     | basso         | Walter Knetlar                                                  |
| The Jeweler                        | tenore        | William Austin                                                  |
| The Guide                          | baritono      | Richard Shapp                                                   |
| Marito della copia di turisti n. 1 | baritone      | Jonathan Reinhold                                               |
| Moglie della copia di turisti n. 1 | mezzosoprano  | Fredda Rakusin                                                  |
| Marito della copia di turisti n. 2 | tenore        | Paul Spencer Adkins                                             |
| Moglie della copia di turisti n. 2 | soprano       | Hazelita Fauntroy                                               |